# Castejón de Sos
Castejón de Sos – gmina w Hiszpanii, w prowincji Huesca, w Aragonii, o powierzchni 31,55 km². W 2011 roku gmina liczyła 767 mieszkańców.